# Шеврет
Шеврет, шеврета (от фр. chevrette — букв. козочка) — кожа хромового дубления, выделанная из шкуры овец (см. Овчина). 
Хромовое дубление придаёт коже мягкость и эластичность большую, чем у дубления таннидного (растительного), где в процессе выделки используется дубовая кора (отсюда «дубление») и другие ингредиенты, растительного происхождения. Такая кожа более устойчива к действию высоких температур, но во влажных условиях быстрее намокает и заметно медленнее высыхает. Хромовый дубитель окрашивает бахтарму (внутреннюю сторону кожи животного, обратную той, которая покрыта шерстью) в серо-зелёный цвет. «Хромовой козлиной», как правило, называется кожа, полученная из животных старше пяти месяцев и площадью свыше 60 дм2
Шеврет, как и шевро, кроме традиционного применения шкур выделанных с использованием таннидного метода дубления, после окраски в яркие цвета, нашли своё применение также в  производстве одежды и галантереи (подробнее см. статью Сафьян).